# Deimatidae
De Deimatidae zijn een familie van zeekomkommers uit de orde Synallactida.

## Geslachten
- Deima Théel, 1879
- Oneirophanta Théel, 1879
- Orphnurgus Théel, 1879